# Katam-See
Der Katam-See ist ein See im Tschad.

## Beschreibung
Er ist einer der größeren Seen im Ounianga Kebir in der Provinz Ennedi Ouest im Nordostbecken des Tschad. Diese Seen fallen durch ihre in Nord-Süd-Richtung verlaufenden Landzungen auf, die durch den Passatwind gebildet werden. Er hat eine Länge von 2,4 und eine Breite von einem Kilometer. Der See liegt auf einer Höhe von 377 Metern über dem Meeresspiegel.

## Hydrogeologie
Der Katam-See zeichnet sich durch einen komplexen unterirdischen Austauschprozess aus, den er mit allen Seen von Ounianga gemein hat.

## Erdgeschichte
Die Seen von Ounianga sind der Rest eines viel größeren Sees, der dieses Becken während der so genannten Grüne-Sahara-Zeit, die von rund 10.000 bis 1500 v. Chr. dauerte, füllte.